# Condado de Lake (Ohio)

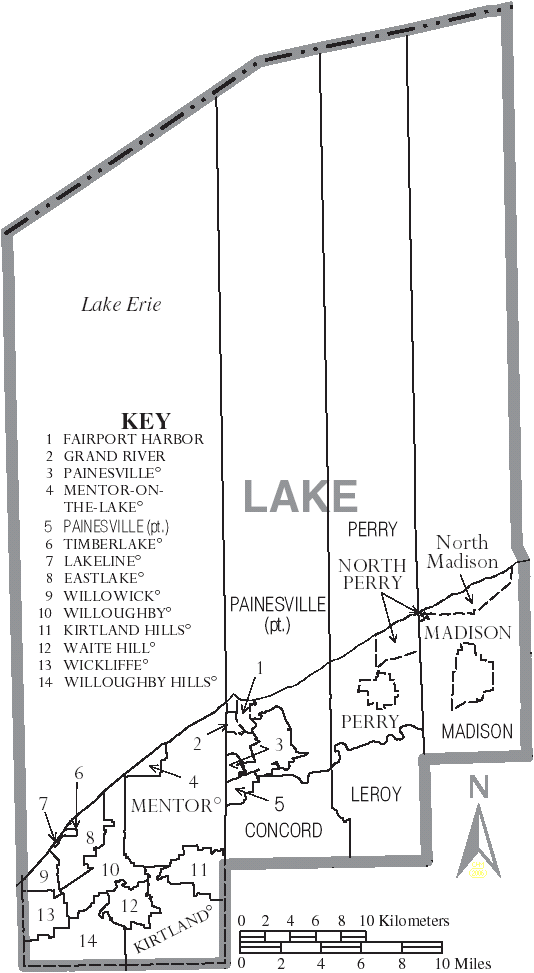
Mapa do condado.

O Condado de Lake é um dos 88 condados do estado americano de Ohio. A sede do condado é Painesville, e sua maior cidade é Painesville. O condado possui uma área de 2 535 km² (dos quais 1 944 km² estão cobertos por água), uma população de 227 511 habitantes, e uma densidade populacional de 385 hab/km² (segundo o censo nacional de 2000). O condado foi fundado em 1840. O condado foi nomeado em homenagem ao Lago Erie